# Xosé Luis Méndez Ferrín
Xosé Luis Méndez Ferrín (Ourense, 7 de setembre de 1938) és un escriptor gallec àmpliament reconegut com un dels més importants i representatius de la literatura gallega contemporània. Des de gener de 2010 a març de 2013 va ser president de la Real Academia Galega

## Vida
En la seva infància va residir a Ourense amb estades a Celanova. A la ciutat d'Ourense fa el primer curs de batxillerat, i es trasllada, el 1949, amb la seva família a Pontevedra. És allí on acaba els estudis de grau mitjà. En la dècada de 1950 desperta la seva consciència política, el que va deixar en ell una profunda petjada nacionalista, que no va abandonar mai. El 1955 es trasllada amb la seva família a Vigo, ciutat que deixa al cap de poc per a anar a estudiar Filosofia i Lletres en la Universitat de Santiago de Compostel·la. Allí pren contacte amb el galleguisme cultural, articulat entorn de l'Editorial Galaxia i a la figura de Ramón Piñeiro. El 1956 va obtenir el primer premi de poesia en les Festes Minervais de Santiago. El 1957 va anar a Madrid on tres anys després es va llicenciar en Filologia Romànica. En aquesta ciutat manté estret contacte amb el galleguisme allí situat. Així, el 1958, es crea el grup Brais Pinto, entorn de l'editorial del mateix nom. El 1961 va seguir un curs de cultura anglesa en la Universitat d'Oxford. Entre els anys 1963 i 1965 va realitzar diversos viatges per Europa.
Després de fer el servei militar a Canàries va passar dos anys, entre 1962 i 1964, a Lugo, exercint de professor en el Col·legi Fingoi fins que el 1965 obté la Càtedra de Llengua i Literatura Espanyola de l'Institut Santa Irene de Vigo, ciutat on s'instal·la. A causa de la seva activitat política va ser processat en tres ocasions passant en algunes d'elles un període en la presó. En l'actualitat segueix sent professor de literatura en l'Institut Santa Irene. També és columnista en el periòdic El Faro de Vigo i dirigeix la revista de pensament crític A Trabe de Ouro, amb gran influència en la cultura gallega, gràcies a la difusió de problemes i investigacions sobre qüestions diverses amb aproximacions interdisciplinars, i des d'una doble perspectiva nacional i universal. Ferrín és membre de la Reial Acadèmia Gallega i Doctor Honoris causa per la Universitat de Vigo. És Doctor en Filologia.
Xosé Luis Méndez Ferrín va ser proposat al Premio Nobel de Literatura l'any 1999 per l'Associació d'Escriptors en Llengua Gallega. Ha estat guardonat amb nombrosos premis com el Premi de la Crítica de narrativa gallega, Premi de la Crítica Espanyola, Premi de la Crítica Galícia, Premi Losada Diéguez o el Premi Eix Atlàntic.

## Activitat política
Ja el 1958 forma part del grup literari nacionalista Brais Pinto. El 1964 participa en la creació de la Unión do Povo Galego. A causa de la seva activitat política va ser acusat de propaganda il·legal el 1967 i va estar detingut en la presó del Príncep de Vigo. El 1968 va ser processat per rebel·lió militar però la causa finalment va ser sobreseguda. El 1969, durant l'estat d'excepció, torna a ser detingut, jutjat i condemnat a dos anys de presó per propaganda il·legal, dels quals va complir part en diversos penals. El 1972, a causa de les vagues de maig i setembre a Vigo, va haver contra ell una ordre de crida i cerca el qual li va obligar a passar a la clandestinitat. El 1977 va participar en la formació de la Unión do Povo Galego-liña proletaria, que es convertirà el 1978 en el Partido Galego do Proletariado, i el 1979 en la creació de l'organització independentista Galicia Ceibe-OLN. Així, el 1980, va ser detingut sota l'acusació de tinença d'armes i va passar tres mesos en la presó de Segòvia, abans de ser posat en llibertat. Jutjat per l'Audiència Nacional va ser absolt. En l'actualitat sosté iniciatives polítiques i socials com les Redes Escarlata i és membre destacat de l'organització política FPG (Fronte Popular Galega).

## Obres publicades

### Poesia
- Voce na néboa, 1957.
- Antoloxía Popular, 1972, amb el pseudònim d'Heriberto Bens.
- Sirventés pola destrucción de Occitania, 1975.
- Con pólvora e magnolias, 1977. Premi de la Crítica.
- Poesía enteira de Heriberto Bens, 1980.
- O fin dun canto, 1982.
- Erótica, 1992.
- Estirpe, 1994. Premi Losada Diéguez.
- O outro, 2002.
- Era na selva de Esm, 2004.
- Contra Maquieiro, 2005. Premi Losada Diéguez.

### Narrativa
- Percival e outras historias, 1958
- O crepúsculo e as formigas, 1961.
- Arrabaldo do norte, 1964.
- Retorno a Tagen Ata, 1971.
- Elipsis e outras sombras, 1974.
- Antón e os inocentes, 1976.
- Crónica de nós, 1980
- Amor de Artur, 1982.
- Arnoia, Arnoia, 1985.
- Bretaña Esmeraldina, 1987. Premi Crítica Galícia.
- Arraianos, 1991. Premi Crítica Galicia, Premi Losada Diéguez, Premi de la Crítica Espanyola.
- No ventre do silencio, 1999. Premi Eix Atlàntic de narrativa gallega i portuguesa "Carlos Blanco".

### Altres gèneres
- De Pondal a Novoneyra, 1984.
- Conversas con Xosé Luis Méndez Ferrín, 2006.